# Bezirk Graslitz
Der Bezirk Graslitz (tschechisch Okresní hejtmanství Kraslice, politický okres Kraslice) war ein Politischer Bezirk im Kronland Böhmen in Österreich-Ungarn. Der Bezirk umfasste Gebiete im westlichen Teil Nordböhmens im heutigen Okres Sokolov an der Grenze zu Deutschland. Sitz der Bezirkshauptmannschaft war die Stadt Graslitz (Vrchlabí). Sein Gebiet gehörte seit 1918 zur Tschechoslowakei und ist seit 1993 Teil Tschechiens.

## Geschichte
Die modernen politischen Bezirke der Habsburgermonarchie wurden 1868 im Zuge der Trennung der politischen von der judikativen Verwaltung geschaffen.
Der Bezirk Graslitz wurde 1868 aus den Gerichtsbezirken Graslitz (tschechisch soudní okres Kraslice) und Neudek (Neydek) gebildet.
Per 1. Juli 1910 wurde der Gerichtsbezirk Neudek vom Bezirk Graslitz abgespalten, woraufhin der Gerichtsbezirk Graslitz deckungsgleich mit dem Bezirk Graslitz war.
Im Bezirk Graslitz wurden 1869 40.966 Einwohner gezählt. Der Bezirk umfasste ein Gebiet von 5,9 Quadratmeilen und 34 Gemeinden.
1900 war die Bevölkerungszahl 54.344 auf einer Fläche von 339,09 km² mit 43 Gemeinden.
Der Bezirk Graslitz umfasste nach der Abspaltung des Gerichtsbezirks Neudek 1910 nur noch eine Fläche von 171,67 km² mit einer Bevölkerungszahl von 39.216. Von den Einwohnern hatten 1910 38.649 Deutsch als Umgangssprache angegeben. Weiters lebten im Bezirk ein tschechischsprachige und 566 anderssprachige oder staatsfremde Einwohner. Zum Bezirk gehörte ein Gerichtsbezirk mit insgesamt 20 Gemeinden bzw. 24 Katastralgemeinden.

## Gemeinden
Der Bezirk umfasste Ende 1914 20 Gemeinden Altengrün (Stará), Eibenberg (Tisová), Frankenhammer (Liboc), Graslitz (Kraslice), Grünberg (Zelená Hora), Heinrichsgrün (Jindřichovice), Hochgarth (Obora), Kirchberg (Kostelní), Konstadt (Mlýnská), Markhausen (Hraničná), Neudorf (Nová Ves), Pechbach (Smolná), Rothau (Rotava), Schönau (Sněžná), Schönwerth (Krásná), Schwaderbach (Bublava), Schwarzenbach (Černá), Silberbach (Stříbrná), Silbersgrün (Háj) und Waitzengrün (Loučná).